# Hornillos de Cerrato
Hornillos de Cerrato – gmina w Hiszpanii, w prowincji Palencia, w Kastylii i León, o powierzchni 35,36 km². W 2011 roku gmina liczyła 115 mieszkańców.